# Carel Frederik Bendorp I
Carel Frederik Bendorp (Sas van Gent, 9 februari 1736 - Dordrecht, 13 oktober 1814) was een Nederlandse graveur, tekenaar en schilder.

## Leven en werk
Bendorp werd in 1736 in Sas van Gent geboren als zoon van Johannes Christiaan Bendorp en van Catharina Nieuwkerk. Na het overlijden van zijn vader in Bergen op Zoom vestigde Bendorp en zijn moeder zich in Dordrecht. Hij werd er glasblazer.
Als schilder, tekenaar en etser kreeg hij les en adviezen van Hendrik Kobell, Dirk Langendijk en van Wouter Uiterlimmige. Als etser maakte hij gravures van de tekeningen van Jan Bulthuis voor de Vaderlandsche gezichten of afbeeldingen, behoorende tot den Tegenwoordigen staat der Vereenigde Nederlanden, dat in de periode 1786 tot 1792 verscheen. Als tekenaar en schilder legde hij stadsgezichten van onder meer Dordrecht en Rotterdam vast. Bendorp was meerdere malen gehuwd, bij zijn overlijden was hij weduwnaar van Alida Raam. Zijn zoon Johannes Christiaan en zijn naar hem genoemde kleinzoon Carel Frederik traden in zijn voetspoor en werden eveneens schilders en etsers.
Bendorp overleed in oktober 1814 te Dordrecht op 78-jarige leeftijd.
- Biografisch Portaal: 62379874
- Digitale Bibliotheek voor de Nederlandse Letteren: bend009
- International Standard Name Identifier: 0000 0000 6802 5870
- KulturNav: c29d1993-2cdd-4b06-8e09-5fce60180b95
- Nederlandse Thesaurus van Auteursnamen: 089235673
- RKD-Nederlands Instituut voor Kunstgeschiedenis: 6443
- Union List of Artist Names: 500028268
- Virtual International Authority File: 95856209
- WorldCat: E39PBJpJf4fjC9gtt3BgXMDpfq